# Psittacula
Psittacula és un gènere d'ocells de la família dels psitàcids.

## Llista d'espècies
Aquest gènere està format per 15 espècies:
- cotorra de Finsch (Psittacula finschii).
- cotorra de l'Himàlaia (Psittacula himalayana).
- cotorra de cap rosat (Psittacula roseata).
- cotorra cap de pruna (Psittacula cyanocephala).
- cotorra pit-roja (Psittacula alexandri).
- cotorra de Derby (Psittacula derbiana).
- cotorra cuallarga (Psittacula longicauda).
- cotorra de Malabar (Psittacula columboides).
- cotorra de Sri Lanka (Psittacula calthrapae).
- cotorra alexandrina (Psittacula eupatria).
- cotorra de les Seychelles (Psittacula wardi).
- cotorra de Kramer (Psittacula krameri).
- cotorra de l'illa de Maurici (Psittacula eques).
- cotorra de Rodrigues (Psittacula exsul).
- cotorra de les Nicobar (Psittacula caniceps).